# Yaqub Eyyubov
Yaqub Abdulla oglu Eyyubov (en azerí: Yaqub Abdulla oğlu Eyyubov; Mingachevir, 24 de octubre de 1945) es Primer viceprimer Ministro de la República de Azerbaiyán, doctor en ciencias técnicas, académico de la Academia Internacional de Ingeniería y de la Academia de Ingeniería de Azerbaiyán.

## Biografía
Yaqub Eyyubov nació el 24 de octubre de 1945 en Mingachevir. De 1964 a 1967 sirvió en las filas del Ejército Soviético. En 1972 se graduó de la Universidad Técnica de Azerbaiyán. Desde 1972 hasta 1997 ocupó diversos cargos en la Universidad Técnica.
En 1993-2003 fue Viceprimer Ministro de la República de Azerbaiyán. El 13 de febrero de 2003 fue designado Primer viceprimer Ministro de la República de Azerbaiyán.

## Premios y títulos
- Orden de Honor de Bielorrusia (2015)[3]
- Orden de la Amistad (2015)[4]
- Orden Sharaf (2015)[5]